# Am Plastair
Am Plastair är en obebodd ö i Yttre Hebriderna, Skottland, 900 km nordväst om huvudstaden London. Am Plastair ägs av National Trust for Scotland. Den ligger utanför ön Soay i ögruppen St. Kilda. Ön är belägen 90 km från South Harris. Toppen på Am Plastair ligger 45 meter över havet.